# چن شووجو
چن شووجو (انگلیسی: Chen Shwu-ju؛ زادهٔ ۱۳ مارس ۱۹۷۱) بازیکن فوتبال اهل تایوان است.
وی همچنین در تیم ملی فوتبال زنان تایوان بازی کرده‌است.